# Richard Abramowski
Richard Abramowski (* 31. Dezember 1862 in Groß Plowenz bei Bischofswerder; † 1. Juni 1932 in Elbing) war ein deutscher Kirchenlieddichter und evangelischer Geistlicher.
Der Sohn des Mühlengutbesitzers Rudolph Theodor Abramowski und dessen Frau Ludovica Jackstowski studierte in Berlin und Königsberg Theologie. Nachdem er an mehreren Orten als Pfarrer gearbeitet hatte, wurde er 1894 Stadtmissionsinspektor in Berlin. Dort heiratete er 1897 Katharina Barthold, die einer alten Pfarrerfamilie aus Bad Kösen entstammte. Ab Herbst 1904 arbeitete Abramowski in Ostpreußen. Bis 1929 wirkte er dort in Lötzen.

## Werk
- Dritte Strophe des Liedes Das Feld ist weiß (Nr. 513 im Evangelischen Gesangbuch)